# Ekonomska fakulteta v Münchnu
Ekonomska fakulteta v Münchnu (nemško Volkswirtschaftliche Fakultät) je fakulteta, ki deluje v okviru Univerze v Münchnu in je bila ustanovljena leta 1987.
Trenutni dekan je Andreas Haufler.